# آلا چرکاسووا
آلا چرکاسووا (به اوکراینی: Алла Черкасова؛ متولد ۵ مهٔ ۱۹۸۹) کشتی‌گیر آزادکار تیم ملی اوکراین است.
از افتخارات وی می‌توان به کسب مدال برنز المپیک ۲۰۲۰ توکیو و مدال طلا وزن ۶۸ کیلوگرم در مسابقات قهرمانی کشتی جهان ۲۰۱۸ و مدال طلا برنز ۶۷ کیلوگرم در مسابقات قهرمانی کشتی جهان ۲۰۱۰ اشاره کرد.